# Ян Розвадовски
Ян Мѝхал Розвадо̀вски (на полски: Jan Michał Rozwadowski) е полски езиковед, професор, чуждестранен член на Българска академия на науките. От 1925 до 1929 г. е председател на Полската академия на науките.

## Биография
Роден е на 7 декември 1867 г. В 1885 – 1889 г. следва в Краков и в Лайпциг. От 1900 г. е професор по индоевропейско езикознание в Ягелонския университет в Краков. Умира на 13 март 1935 г. във Варшава.

## Научни трудове
Автор е на редица трудове по полско, сравнително индоевропейско, славянско и общо езикознание:
- „Отношението на полския език към другите славянски езици“ (1915)
- „Историческа фонетика или фонетика на полския език“ (1915)
- „Студии за названията на славянските реки“ (1948, посмъртно)